# Formigny
Formigny är en kommun i departementet Calvados i regionen Normandie i norra Frankrike. Kommunen ligger i kantonen Trévières som ligger i arrondissementet Bayeux. År 2018 hade Formigny 252 invånare.

## Befolkningsutveckling
Antalet invånare i kommunen Formigny
Referens: INSEE